# George Henry Peters
| Odkryte planetoidy: 3 | Odkryte planetoidy: 3 |
| --------------------- | --------------------- |
| (536) Merapi          | 11 maja 1904          |
| (886) Washingtonia    | 16 listopada 1917     |
| (980) Anacostia       | 21 listopada 1921     |

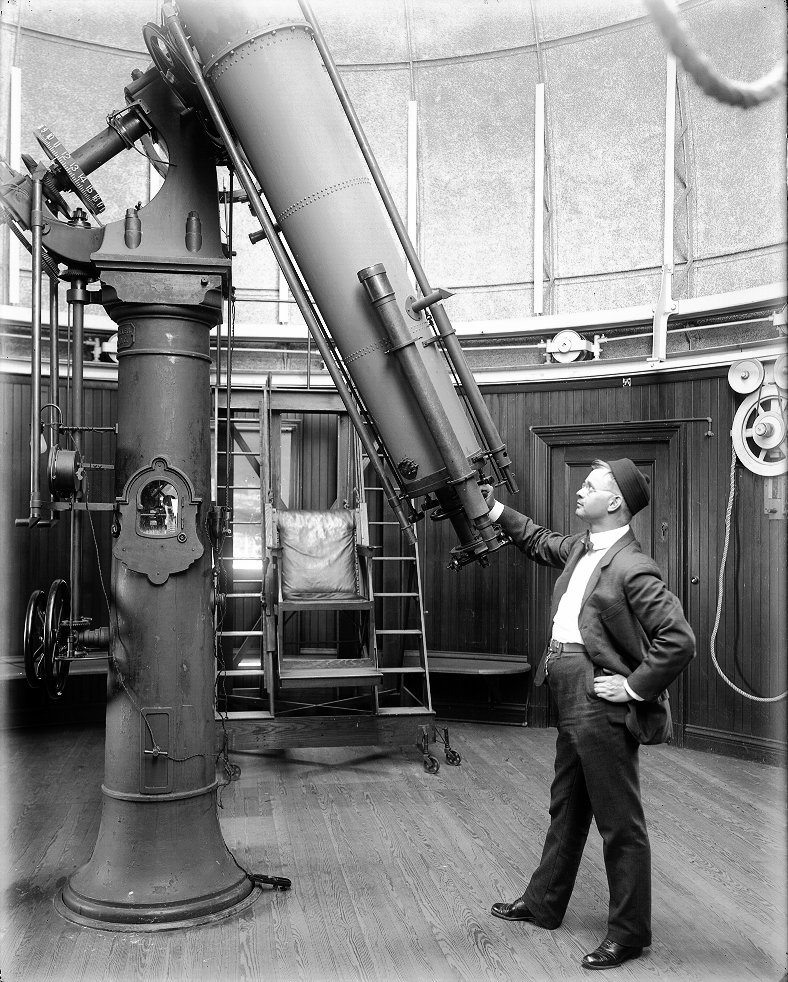
George Henry Peters

George Henry Peters (ur. 1863, zm. 18 października 1947 w Waszyngtonie) – amerykański astronom.
Pracował w United States Naval Observatory, gdzie zajmował się astrofotografią. Wykonywał zdjęcia korony słonecznej. Odkrył trzy planetoidy.